# Betsaida
Betsaida, scris și Bethsaida, /bɛθˈseɪ.ɪdə/ (din ebraică/aramaică בית צידה beth-tsaida, lit. „casa vânătorilor” sau „pescarilor”, din rădăcina ebraică צדה sau צוד) este un loc menționat în Noul Testament. Istoricii au sugerat că acest nume este menționat și în literatura rabinică sub epitetul Ṣaidan (în ebraică: צַידָן).

## Amplasarea localității
Potrivit versetului biblic Ioan 1:44, Betsaida era orașul natal al apostolilor Petru, Andrei și Filip. În Evanghelia după Marcu (8: 22–26), Iisus a vindecat vederea unui orb într-un loc situat chiar în afara vechiului sat Betsaida. În Luca 9: 10-11, Isus hrănește în mod miraculos cinci mii de oameni lângă Betsaida.
Deși se crede că Betsaida este situată pe malul nordic al Mării Galileii, există un dezacord în rândul cercetătorilor cu privire la locul exact. Începând din secolul al XIX-lea, trei așezări au fost considerate ca locuri posibile ale Betsaidai Biblice: satul beduin Messadiye; o așezare mică și pustie denumită El-Araj (Beit Habek); și situl arheologic (tell) Et-Tell. De-a lungul timpului, ultimele două așezări au părut a fi locurile cele mai probabile ale Betsaidei. În timp ce Messadiye și El-Araj sunt mai aproape de Marea Galileii, Et-Tell conține vestigii arheologice semnificative, inclusiv fragmente din echipamente de pescuit.
- Grupul de cercetări arheologice Betsaida, condus de Rami Arav, susține că Betsaida este situată în Et-Tell, un sit de pe malul estic al râului Iordan.

- Un al doilea grup, condus de Mordechai Aviam, sub egida Centrului de Studii ale Țării Sfinte, propune situl alternativ Al-Araj ca loc al Betsaidei.[4]

Plinius cel Bătrân, în Naturalis Historia, situează Betsaida în partea de est a Mării Galileii. Istoricul Iosephus Flavius afirmă că orașul Betsaida - care se numea la acea vreme Julias (în greacă Ἰουλιάδα) - era situat la 120 de stadii de lacul Semehonit, nu departe de râul Iordan. De Situ Terrae Sanctae, un ghid de călătorie la Locurile Sfinte scris în secolul al VI-lea de arhidiaconul Theodosius descrie poziția Betsaidei în raport cu Capernaum, afirmând că era la 6 mile (9,7 km) distanță de Capernaum. Tot acolo se spune că distanța dintre Betsaida și Paneas era de 50 mile (80 km).

## Et-Tell
Primele săpături în acest sit arheologic au fost efectuate în perioada 1987-1989 de către Institutul de Cercetări Golan. În perioada 2008–2010 și în 2014 cercetările atrheologice au fost conduse de Rami Arav în numele Universității Nebraska din Omaha, Nebraska. Potrivit lui Arav, Betsaida s-ar fi aflat la Et-Tell, un sit ruinat situat pe malul estic al Iordanului, pe un teren în rampă, la 2 kilometri (1,2 mi) de lac. Această distanță pune totuși o problemă în cazul unui sat pescăresc, deoarece situl este situat departe de malul Mării Galileii. În încercarea de a remedia această problemă, au fost concepute următoarele ipoteze:
1. Mișcarea tectonică a ridicat et-Tell (situl este situat pe Marele Rift Africano-Sirian).
2. Nivelul apei a scăzut din cauza consumului crescut al populației și a irigării terenurilor. De fapt, săpăturile efectuate în zona portului Magdala au dovedit că nivelul apei era mult mai înalt în perioada antică decât în prezent.[11]
3. Delta râului Iordan a fost extinsă prin sedimentare.[12]

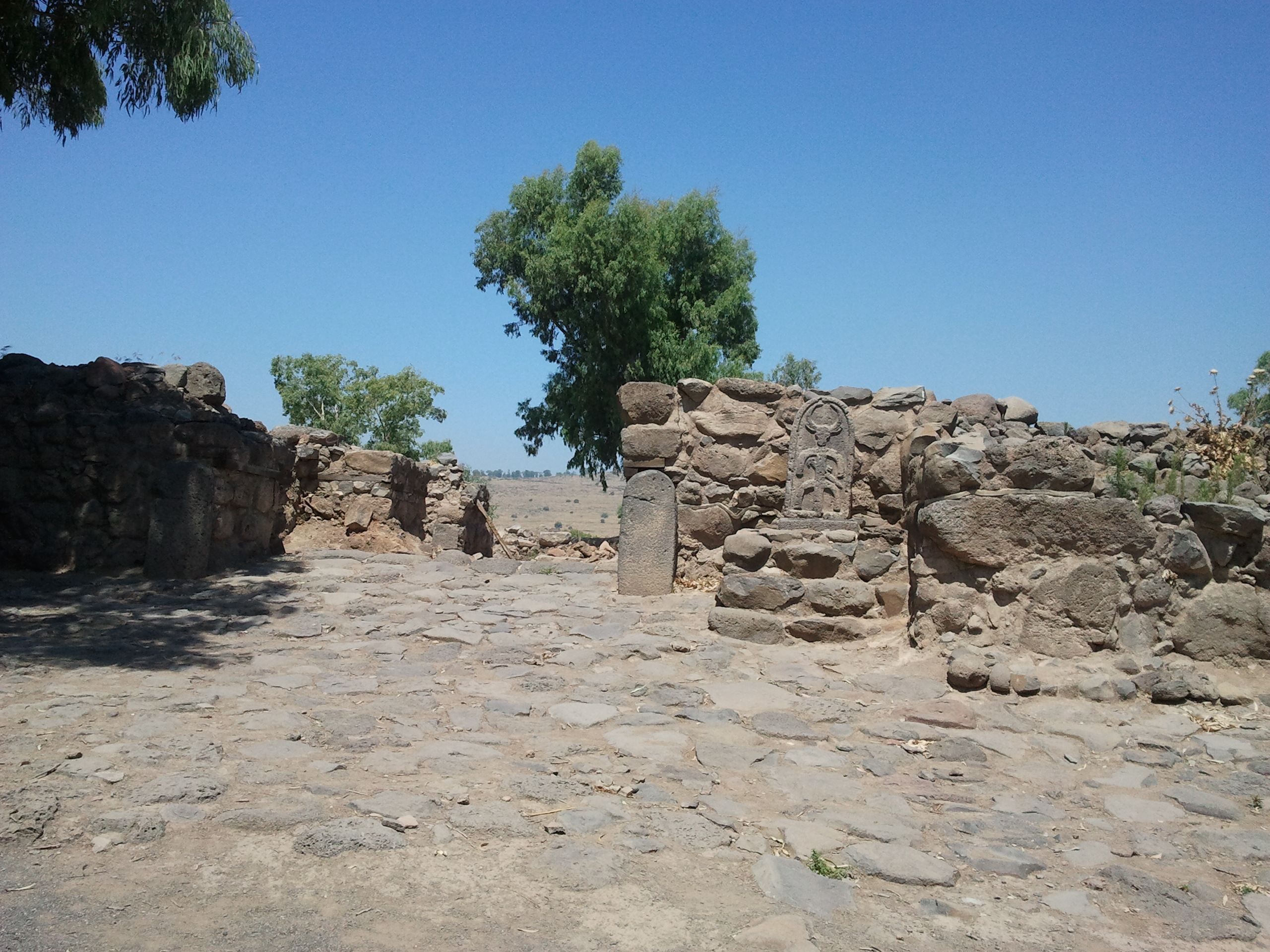
Poarta de bazalt a orașului, la Tel Betsaida

### Et-Tell în Epoca Bronzului și în Epoca Fierului
Săpăturile au indicat faptul că așezarea a fost fondată în secolul al X-lea î.Hr., în perioada biblică. Et-Tell a fost locuit atât în Epoca Bronzului, cât și în Epoca Fierului. Acel oraș fortificat este asociat de cercetători cu regatul biblic Geshur.
În iulie 2018 un grup de douăzeci de arheologi conduși de Rami Arav au descoperit o structură identificată ca poartă a orașului. Aceștia au identificat provizoriu orașul ca fiind biblicul Zer, un nume folosit în perioada Templului lui Solomon.
Arheologii tind să fie de acord că orașul capitală a regatului Geshur era situat la et-Tell, o așezare locuită într-o măsură mai mică în primul secol de dinainte de Hristos și în primul secol de după Hristos și identificată uneori cu orașul Betsaida din Noul Testament. Săpăturile arheologice din acest sit au scos la iveală uneltele de pescuit, inclusiv greutățile de plumb utilizate pentru plasele de pescuit și ace de cusut pentru repararea plaselor de pescuit. Aceste descoperiri indică faptul că activitatea economică principală a orașului era pescuitul pe Marea Galileii. Au fost descoperite în acest loc două monede de argint datând din anul 143 î.Hr., precum și monede de bronz din vremea lui Alexandru Ianai, regele dinastiei hasmonene (a domnit prin perioada 103-76 î.Hr.) și o monedă din vremea lui Filip Tetrarhul (un fiu al lui Irod cel Mare), conducător al regiunii Bashan (a domnit între anii 4 î.Hr. și 34 d.Hr.).
Descoperiri arheologice remarcabile, în principal poarta orașului din Stratum V, datează din secolul al VIII-lea î.Hr., după căderea regatului Geshur, dar existau indicii în 2016 că arheologii erau aproape de a localiza poarta orașului geshurit din secolul al X-lea î.Hr. Situl et-Tell ar fi fost cu ușurință cel mai mare și cel mai puternic oraș de la est de Valea Iordanului în timpul celei de-a doua epoci a fierului.

## Al-Araj
Potrivit lui Iosephus Flavius, în jurul anului 30/31 d.Hr. (sau 32/33 d.Hr.), Irod Filip al II-lea a ridicat satul Betsaida din Gaulanita de Jos la rangul de polis și l-a redenumit „Julias”, în onoarea Liviei, soția împăratului Augustus. El se afla lângă locul în care râul Iordan se varsă în Marea Galileii.
Julias/Betsaida era un oraș la est de râul Iordan, într-un „loc deșert” (adică un teren necultivat folosit pentru pășunat). Acesta ar putea fi locul către care Isus s-a retras cu barca împreună cu ucenicii săi ca să se odihnească un timp. Mulțimea care l-a urmat pe jos de-a lungul țărmului nordic al lacului ar fi traversat Iordanul prin vadul de la vărsarea lui, care este folosită de călători până în prezent. „Deșertul” din această narațiune este barrighia arabilor, de unde animalele sunt alungate de păstori. „Iarba verde” din Marcu 6:39 și „multă iarbă” din Ioan 6:10, indică un anumit loc din câmpia el-Bateihah, pe al cărei sol iarba este verde și abundentă, spre deosebire de ierburile sărace de pe versanții mai înalți.

### Săpături
În 2017 arheologii au anunțat descoperirea unei băi romane la el-Araj, ceea ce dovedește că acest sit era un polis în perioada Imperiului Roman. Baia era situată într-un strat de pământ aflat sub stratul bizantin, cu un strat ulterior de noroi și argilă, ceea ce indica o întrerupere a locuirii între anii 250 și 350 d.Hr. Arheologii au descoperit, de asemenea, ruinele posibile ale unei clădiri bisericești bizantine, care corespund descrierii unui călător din anul 750 d.Hr. Ca urmare a acestor descoperiri, arheologii consideră că el-Araj este acum locul cel mai probabil al Betsaidei biblice.
În 2019 echipa de arheologi de la El-araj a dezgropat Biserica Apostolilor în timpul celei de-a patra etape de cercetări arheologice din situl Bethsaida-Julias, Beithabbak (El-Araj), în apropierea brațului râului Iordan, pe malul nordic al Mării Galileii. Săpăturile au fost conduse de prof. univ. Mordechai Aviam și prof. R. Steven Notley. Se crede că această biserică a fost construită în perioada bizantină peste casa fraților apostoli Petru și Andrei. Doar încăperile sudice ale bisericii au fost excavate. O podea din mozaic ornamental bine protejat, obiecte de sticlă aurite și un șanț de marmură, decorat cu o ghirlandă, au fost găsite în unele dintre încăperile excavate.
„Avem un sat roman, în sat avem ceramică, monede, vase de piatră, care sunt tipice vieții evreiești din primul secol, așa că acum ne consolidăm sugestia că El-Araj este un candidat mult mai bun pentru Betsaida decât e-Tell”, a afirmat profesorul R. Steven Notley.

## El-Mesydiah
El-Mesydiah, scris, de asemenea, el-Mes‛adīyeh, este al treilea, dar mai puțin probabil, loc posibil al Betsaidei. Este situat pe actualul țărm, dar săpăturile preliminare, inclusiv informațiile oferite prin utilizarea radarului care scanează solul, au dezvăluit inițial doar un număr mic de ruine care datează din perioada anterioară Imperiului Bizantin. Unii cercetători au fost înclinați să favorizeze el-Mes‛adīyeh, care se află pe un dâmb artificial la aproximativ 1,5 mile (2,4 km) de gura de vărsare a râului Iordan. Cu toate acestea, numele locului este complet diferit de cel al Betsaidei. Înlocuirea lui sīn cu ṣād este ușoară, dar inserarea sunetului gutural ‛ain este imposibilă. Nici o urmă a numelui Betsaida nu a fost găsită în acea zonă, dar oricare dintre cele trei situri au suficiente potriviri.

## Bătălia din 1217
În timpul Cruciadei a cincea, armata cruciată bine organizată condusă de regele Andrei al II-lea al Ungariei l-a învins pe sultanul Al-Adil I în orașul Betsaida de pe râul Iordan, la 10 noiembrie 1217. Forțele musulmane s-au retras către cetățile și orașele lor.

## Legături externe
- Bethsaida, Jacqueline Schaalje
- Benyamin Cohen, „Archaeologists discover lost home of Jesus's Apostles”, The Grapevine, 7 august 2017